# Иванов, Константин Николаевич
Константин Николаевич Иванов (1901—1975) — советский хозяйственный, государственный и политический деятель.

## Биография
Родился 3 (16) октября 1901 года  на Верхнеуфалейском заводе в семье вальцетокаря прокатного стана. Мать занималась домашним хозяйством, умерла, когда сыну было 5-6 лет.
Член ВКП(б).
В сентябре 1919 года добровольцем вступил в РККА в 1-й армейский запасный полк, стоявший в Екатеринбурге. В конце декабря 1919 года в связи с организацией 1-й Уральской красной дивизии, откомандирован в санчасть этой дивизии в качестве переписчика, где оставался до апреля 1920 г. В боевых действиях не участвовал.
В конце апреля 1920 г. откомандирован на рабфак Уральского государственного университета.
Окончил Уральский политехнический институт (Свердловск) (1930), инженер-прокатчик.
- 1931-1937 инженер, начальник смены сортового стана «500», начальник стана «300» № 1 на Магнитогорском металлургическом комбинате,
- октябрь 1937 - июнь 1938 секретарь Магнитогорского горкома ВКП(б)
- июнь-август 1938 председатель Магнитогорского горисполкома
- с августа 1938 главный инженер-заместитель директора, с мая 1939 по март 1940 директор Магнитогорского металлургического комбината,
- 1940-1944 управляющий трестом «Главуралмет» в Свердловске,
- с октября 1944 по 1957 директор Керченского металлургического завода.

Избирался депутатом Верховного Совета СССР 1-го созыва.
Последние годы жизни жил в республиканском  пансионате для престарелых в Киеве. Умер в 1975 году.
Награждён орденами Ленина (26 марта 1939 года - за образцы стахановской работы), Трудового Красного Знамени (1952).